# Homestead (Florida)
Homestead è una città degli Stati Uniti d'America, situato nella contea di Miami-Dade dello Stato della Florida. La città è un sobborgo sud-occidentale di Miami situata tra il Parco nazionale di Biscayne ad est e quello delle Everglades ad ovest.